# La Neige sur les pas (film, 1942)
Pour les articles homonymes, voir La Neige sur les pas (homonymie).
Pour plus de détails, voir Fiche technique et Distribution.
La Neige sur les pas est un film français réalisé par André Berthomieu, sorti en 1942.

## Synopsis
Délaissée par son mari Marc, Thérèse Romanay le trompe avec André Norans. Quand Romanay l'apprend, il la chasse. Elle s'enfuit avec son amant. Mais, au cours d'une excursion en montagne, Norans trouve la mort et Thérèse est elle-même gravement blessée. Mais elle se rétablit. Le mari pardonne alors à l'épouse infidèle, et le couple se retrouve.

## Fiche technique
- Titre : La Neige sur les pas
- Réalisation : André Berthomieu
- Scénario : André Berthomieu, d'après le roman éponyme d'Henry Bordeaux paru en 1911
- Dialogues : Bernard Zimmer
- Photographie : Georges Benoît
- Décors : Robert Giordani
- Musique : Georges Derveaux
- Son : Marcel Royné
- Montage : Pierre Caillet, Henri Taverna
- Production : André Paulvé
- Société de production : S.P.D.F.
- Pays d'origine : France
- Format : Noir et blanc - 35 mm - 1,37:1
- Genre : drame
- Durée : 91 minutes
- Date de sortie : 
  - France : 3 juin 1942

## Distribution
- Pierre Blanchar : Marc Romanay
- Michèle Alfa : Thérèse Romanay
- Georges Lannes : André Norans
- Josseline Gaël : Simone Norans
- Line Noro : la gouvernante
- Pauline Carton : la directrice de la pension de famille
- Marcelle Praince : Madame Romanay mère
- Gaston Jacquet : Monastier
- Jean Toulout : le père prieur
- Roberte Arnaud : Juliette
- Pierre Asso
- Robert Dalban
- Albert Gercourt
- Jean Heuzé
- Gaston Séverin

## Autour du film
- Il s'agit de la seconde adaptation du roman d'Henry Bordeaux, après le film muet d'Henri Étiévant sorti en 1923.